# Stadio Gabino Sosa
Lo stadio Gabino Sosa (in spagnolo: Estadio Gabino Sosa) è un impianto sportivo di Rosario, in Argentina. Ospita le partite interne del Central Córdoba ed è intitolato alla memoria del nazionale argentino Gabino Sosa. Ha una capienza di 10.000 spettatori.